# 전국대학생대표자협의회
전국대학생대표자협의회(全國大學生代表者協議會)는 1987년 건설된 전국 대학 총학생회 협의체로 약칭은 전대협이다. 1993년 해체하여 한국대학총학생회연합으로 전환했다. 기치는 “구국의 강철대오(나라를 구하기 위해 나선 강철과 같은 무리)”다. 

## 개괄
1987년 6월항쟁으로 민주화에 대한 열망이 최고조에 이른 가운데 결성된 최초의 전국 단위 학생운동 조직이다.
시위 참여 중 최루탄을 맞고 사망한 이한열의 장례 절차를 논의하기 위해 1987년 7월 5일 연세대학교에서 전국 대학의 총학생회장들이 회의를 가졌는데, 이 자리에서 전국적인 대학생 대중조직의 건설을 결의하였다. 8월 19일 충남대학교에서 서대협(서울지역대학생대표자협의회)의장 이인영을 의장으로 하여 1기 전대협 출범식을 가졌다. 전대협은 이전에 여러 개의 조직이었던 학생운동단체를 통합하여 통합 조직으로서 규모를 확대해 나갔다. 자주적 민주정부 수립, 조국의 평화통일, 민중연대, 학원자주화, 백만 학도의 통일단결을 활동 목표로 내걸었다.
1989년 3기 전대협은 민간 통일운동으로 임수경을 평양에서 열린 제13차 세계청년학생축전에 전대협 대표로 보냈다. 임수경은 제3국을 통해 방북하였으며 문규현 신부와 함께 군사분계선으로 내려왔으나 곧 구속되었다. 이 사건을 기획, 지원한 임종석 3기 의장도 임수경과 함께 국가보안법 위반으로 구속되었고, 조선일보, 중앙일보, 동아일보 등은 호외를 발행하여 이를 대대적으로 보도하였다.
1980년대 후반부터 박홍, 이도형, 윤치영 등이 전대협을 친북, 이적행위자, 주체사상파 집단으로 규정하여 비판하였다.

## 연혁
- 1987년 대통령 선거참여 투쟁
- 1988년 남북 학생회담 추진
- 1989년 제13차 세계청년학생축전 참가
- 1991년 8월 남북청년학생해외통일대축전 참가 후 방북

## 역대 의장
- 1기 이인영(고려대학교 총학생회장)
- 2기 오영식(고려대학교 총학생회장)
- 3기 임종석(한양대학교 총학생회장)
- 4기 송갑석(전남대학교 총학생회장)
- 5기 김종식(한양대학교 총학생회장)
- 6기 태재준(서울대학교 총학생회장)

## 전대협 진군가
일어섰다 우리 청년학생들 / 민족의 해방을 위해 / 뭉치었다 우리 어깨를 걸고 / 전대협의 깃발아래 / 강철같은 우리의 대오 / 총칼로 짓밟는 너 / 조금만 더 쳐다오 / 시퍼렇게 날이 설 때까지 / 아 전대협이여 / 우리의 자랑이여 / 나가자 투쟁이다 / 승리의 그 한 길로— 전대협 진군가

## 기타
청춘행진곡의 코너 중 하나인 지하실의 멜로디에서는 전국대학생대표자협의회(속칭 전대협)를 패러디한 단체인 전국도둑대표자협의회(속칭 전도협)가 등장하며 전도협 회장으로 서세원이 출연했다.

## 같이 보기
- 조국통일범민족청년학생연합
- 한국대학총학생회연합
- 민주주의민족통일전국연합
- 21세기 한국대학생연합
- 남조선로동당